# Kirambaramba
Kirambaramba är ett periodiskt vattendrag i Burundi.   Det ligger i provinsen Kayanza, i den centrala delen av landet, 60 kilometer öster om huvudstaden Bujumbura.
Omgivningarna runt Kirambaramba är en mosaik av jordbruksmark och naturlig växtlighet. Runt Kirambaramba är det tätbefolkat, med 411 invånare per kvadratkilometer.